# Abadía de Dundrennan
La abadía de Dundrennan es una abadía que se encuentra en la localidad escocesa de Dundrennan, en las cercanías de Kirkcudbright (Dumfries and Galloway, Escocia, Reino Unido). Se trataba de un monasterio edificado por la Orden del Císter en estilo arquitectónico románico, que fue fundado en el año 1142 por Fergus de Galloway y el rey David I de Escocia (1124-53), instalando en lugar a monjes procedentes de la abadía de Rievaulx.
Aunque hoy se halla en profundo estado de ruina (los cruceros son las partes mejor conservadas), Dundrennan destaca por la pureza y la sobriedad de su arquitectura, reflejando el austero ideal de la Orden cisterciense. El edificio fue construido con piedra gris arenisca de gran dureza, lo que ha contribuido a la preservación en buenas condiciones de las formas originales arquitectónicas y de los moldeados.
María I de Escocia, tras la batalla de Langside, pasó su última noche en Escocia en esta abadía, en 1568. Desde Port Mary, atravesó el Firth of Solway en Workington, para ser poco después encarcelada por los ingleses.
En 1587, tras la victoria del Protestantismo en Escocia, las tierras de la abadía pasaron a manos de la corona. El lugar cayó en ruinas posteriormente, con lo que acabó siendo dedicado a un lugar para encerrar ganado.
El organismo especializado Historic Scotland se hace cargo en la actualidad del mantenimiento del lugar.